# Labelle (Florida)
Labelle (soms ook geschreven als LaBelle of La Belle) is een plaats (city) in de Amerikaanse staat Florida, en valt bestuurlijk gezien onder Hendry County.

## Demografie
Bij de volkstelling in 2000 werd het aantal inwoners vastgesteld op 4210.
In 2006 is het aantal inwoners door het United States Census Bureau geschat op 4537, een stijging van 327 (7.8%).

## Geografie
Volgens het United States Census Bureau beslaat de plaats een oppervlakte van
9,2 km², waarvan 9,0 km² land en 0,2 km² water.

## Plaatsen in de nabije omgeving
De onderstaande figuur toont nabijgelegen plaatsen in een straal van 32 km rond Labelle.